# Amblypsilopus tenuitarsis
Amblypsilopus tenuitarsis är en tvåvingeart som först beskrevs av Meijere 1913.  Amblypsilopus tenuitarsis ingår i släktet Amblypsilopus och familjen styltflugor. Inga underarter finns listade i Catalogue of Life.